# Spechtritzgrund

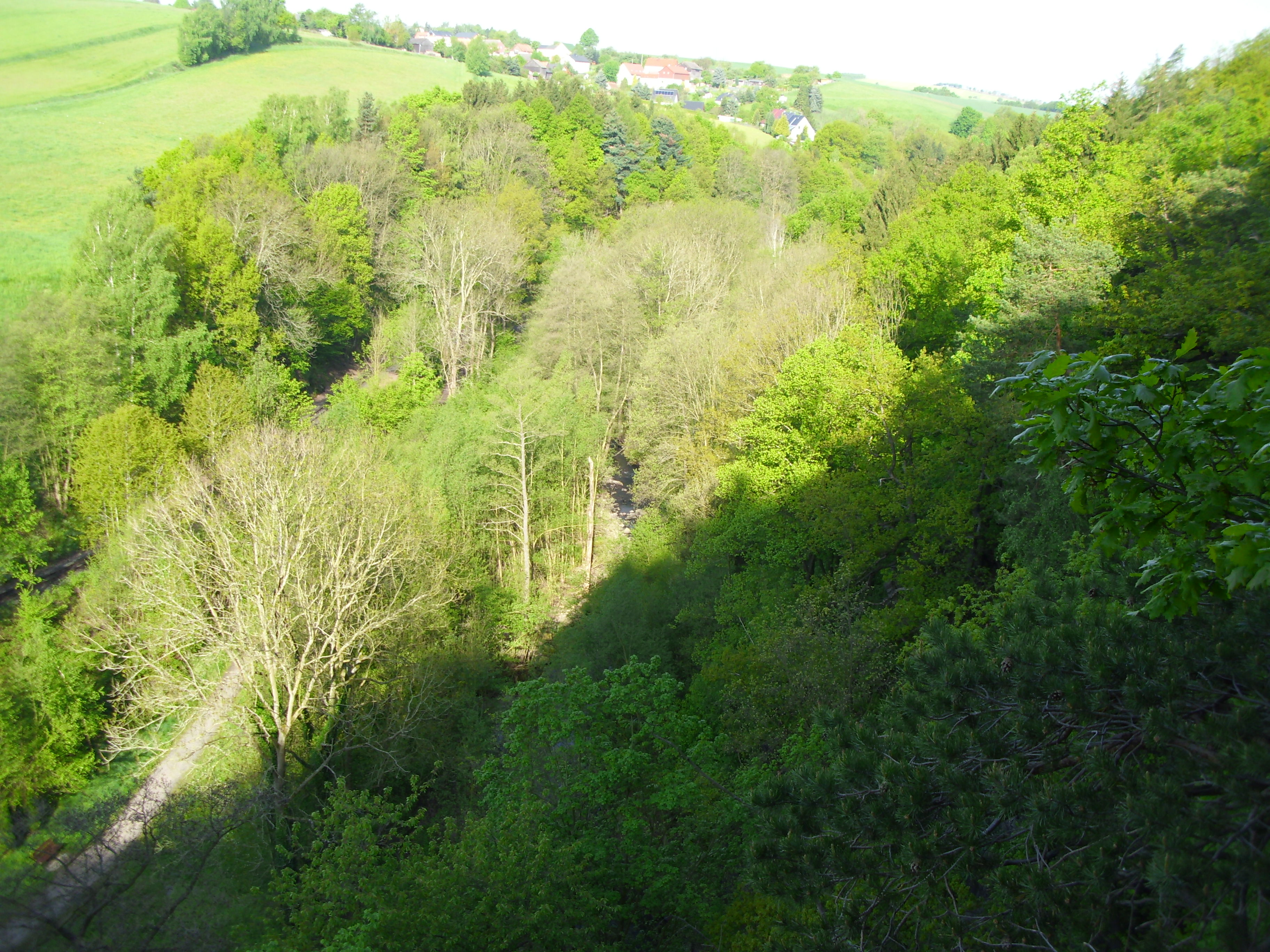
Blick auf den Spechtritzgrund

Der Spechtritzgrund ist ein aus Gneisgestein bestehendes Kerbtal der Roten Weißeritz bei Rabenau im Landkreis Sächsische Schweiz-Osterzgebirge. Er verbindet den Rabenauer Grund mit dem Seifersdorfer Grund und ist seit 1974 als Teil des Landschaftsschutzgebietes Tal der Roten Weißeritz ausgewiesen.

## Lage

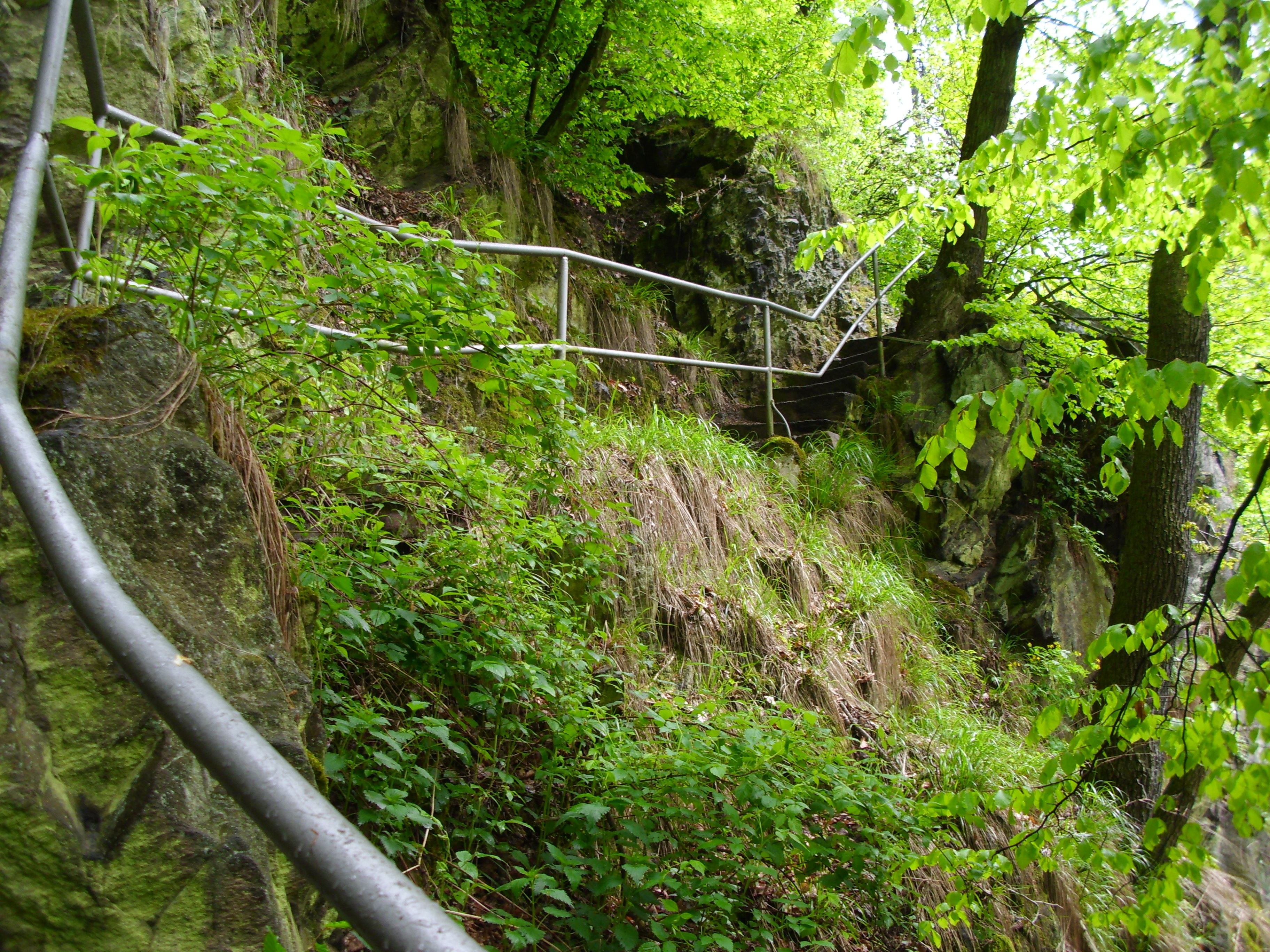
Treppen bei Rabenau

Als Spechtritzgrund wird der Abschnitt zwischen dem Rabenauer Grund (Treppenaufgang am Mühlenwehr) und dem Langegrundbach, der die Grenze zum Seifersdorfer Grund darstellt, bezeichnet. Felsformationen zeigen sich an beiden Seiten, durch die sich über Millionen von Jahren die Rote Weißeritz ihr Flussbett geschaffen hat. In den Grund mündet das Lübauer Gründel.
Einmündende Nebenflüsse sind der Langegrundbach am oberen Ende, der Spechtritzer Dorfbach, der Borlasbach sowie kleinere Zuflüsse.

## Geschichte

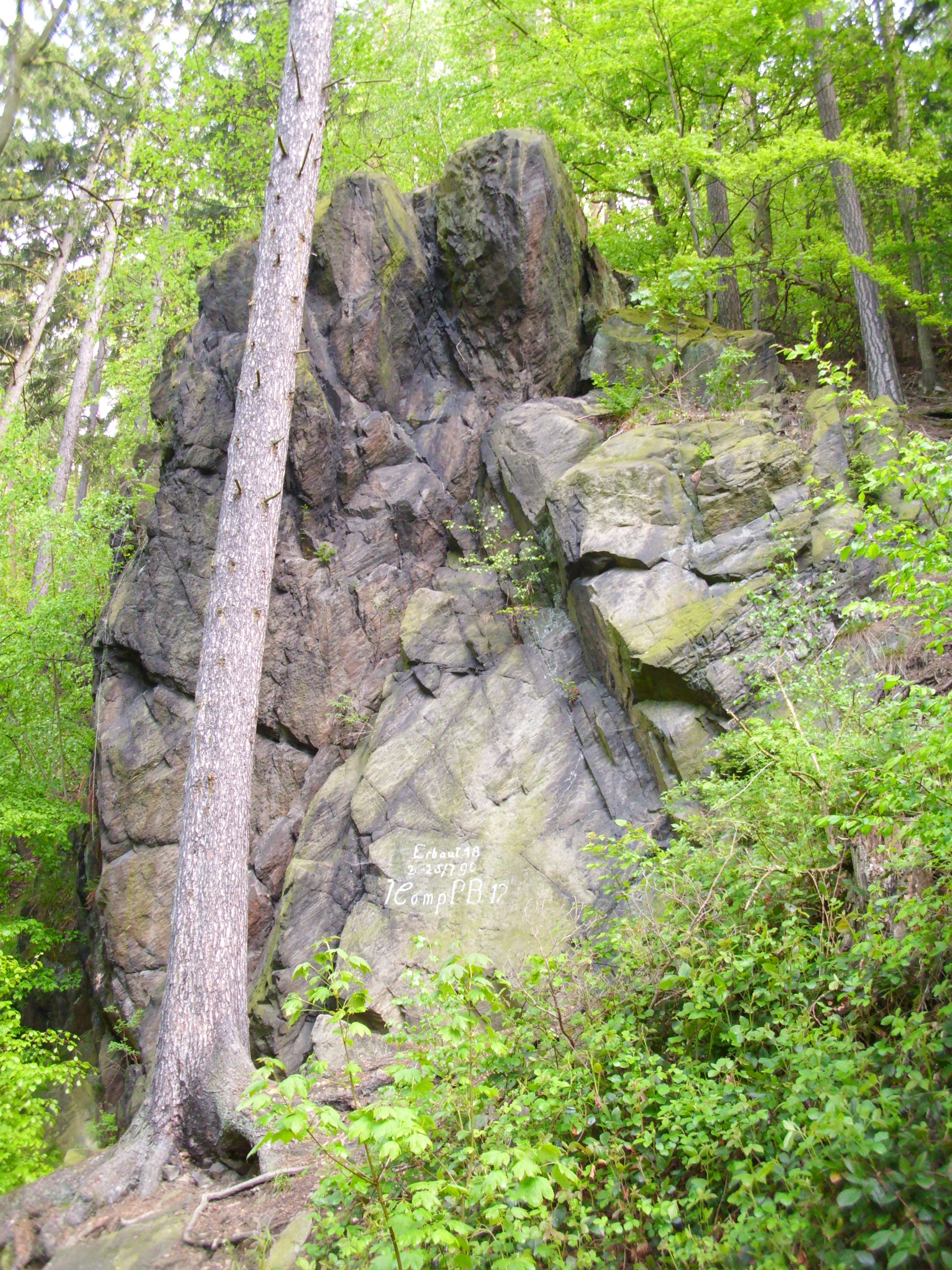
Inschrift zum Wegebau

1562 wird erstmals die Spechtritzmühle genannt, 1880 entstand ein Neubau mit Schankwirtschaft, 2009 wurden alle Gebäude abgetragen. Die oberhalb liegende Felsenmühle entstand in den Jahren 1886/87 auf den erworbenen Grundstücken des Freiguts Kleinoelsa und wurde anfangs als Knochenmühle und später als Korkmühle genutzt. 2008 wurden auch ihre Gebäude abgetragen.
In Höhe der Mündung vom Lübauer Gründel liegt die Goldstampfe, wo einst nach Gold geschürft wurde, sie wird auch in früheren Jahrhunderten als Kleiner Nixentump bezeichnet. An einem Felsen an der Roten Weißeritz findet man die Inschrift „Erbaut 1896 1.Companie“, welche auf den Bau des Forstweg auch Wander-/Fußsteigs zwischen Spechtritz und der Rabenauer Mühle durch das Sächssiche Pionierbataillon hinweist 1897 wurde der Fußweg von der Spechtritzmühle bis zum ehemaligen Gasthaus zum Weißeritztal in Seifersdorf fertiggestellt. Direkt entlang der Roten Weißeritz wurde die am 30. Oktober 1882 eingeweihte Bahntrasse der Weißeritztalbahn geführt. Nach dem Bahnhof Spechtritz wurde sie aufgrund des Baus der Talsperre Malter in höheres Gelände verlegt, wo am 24. April 1912 der erste Zug in Richtung Seifersdorf fuhr. Seit dem Abbau der letzten Gleisanlagen der alten Strecke im Jahre 1914 wird deren Bahndamm in Richtung des Seifersdorfer Grundes als Wanderweg genutzt.

## Tourismus
Ein Wanderweg folgt in der gesamten Länge des Grundes ab der Langegrundbrücke bis zum Mühlenwehr der Rabenauer Mühle, Das Begehen ist zum Wandern geeignet. Das Befahren mit dem Fahrrad, Rollstuhl oder Kinderwagen wird durch den Treppenüberstieg am Rabenauer Mühlenwehr eingeschränkt. Der Grund wird mit der Weißeritztalbahn, dem Haltepunkt Spechtritz angefahren.
Am Weg sind durch Informationstafeln folgende Stationen ausgewiesen:
- die Goldstampfe
- die Spechtritzmühle

## Landschafts- und Naturschutz
Von der Sperrmauer der Talsperre Malter einschließlich des Gründel, Teilen des Dorfes Seifersdorf, Mittelgrund, Lange-Grund, Spechtritzgrund, Lübauer Gründel bis zur Rabenauer Mühle wurde das Gebiet am 4. Juli 1974 unter dem Namen „Tal der Roten Weißeritz“ unter Schutz gestellt. Artenreiche Wiesen mit Wasserquellen, Waldabschnitten und verschiedenen Tierarten sind im Grund zu finden. Ein Teil des Grundes ist im LSG, in Höhe des vom Buchwald herunterkommenden Waldweg, auf den Wanderweg unterhalb des Lübauer Grund bis zur Straße von Rabenau nach Lübau als Naturschutzgebiet (NSG) Rabenauer Grund ausgewiesen.
Der Grund liegt auch im FFH-Gebiet „Täler von Roter Weißeritz und Oelsabachtal“ und dem Europäischen Vogelschutzgebiet „Weißeritztäler“ des Natura 2000.